# Bravo-Jahrescharts 1998
Die Bravo-Jahrescharts werden zum Jahresende von der Bravo-Redaktion als Hitliste erstellt. Die Jugendzeitschrift Bravo erscheint seit 1956 und enthält in jeder Wochenausgabe eine Hitliste, die von den Lesern gewählt wurde. Seit 1960 können die Bravo-Leser außerdem ihre beliebtesten Gesangsstars wählen und dekorieren sie mit dem Bravo Otto.

## Bravo-Jahrescharts 1998
1. My Heart Will Go On – Céline Dion – 561 Punkte
2. One More Song – Kelly Family – 515 Punkte
3. All I Have to Give – Backstreet Boys – 479 Punkte
4. Stand by Me – 4 the Cause – 352 Punkte
5. Baby Come Back – Caught in the Act – 314 Punkte
6. Ein Schwein namens Männer – Die Ärzte – 313 Punkte
7. Bailando – Loona – 301 Punkte
8. I Don’t Want to Miss a Thing – Aerosmith – 273 Punkte
9. Viva Forever – Spice Girls – 271 Punkte
10. As Long as You Love Me – Backstreet Boys – 221 Punkte
11. Ghetto Supastar (That Is What You Are) – Pras Michel feat ODB & MYA – 207 Punkte
12. Flugzeuge im Bauch – Oli P – 201 Punkte
13. It’s Like That – Run-D.M.C. vs. Jason Nevins – 195 Punkte
14. Let the Music Heal Your Soul – Bravo All Stars – 186 Punkte
15. I Feel Love – Kelly Family – 182 Punkte
16. All My Life – K-Ci & JoJo – 180 Punkte
17. Wir haben’s getan – Echt – 176 Punkte
18. Dr. Jones – Aqua und außerdem Truly Madly Deeply – Savage Garden – 173 Punkte
19. Hold On – Caught in the Act – 172 Punkte

## Bravo-Otto-Wahl 1998

### Popgruppe
1. Goldener Otto: Backstreet Boys
2. Silberner Otto: Kelly Family
3. Bronzener Otto: Echt

### Rockgruppe
1. Goldener Otto: Aerosmith
2. Silberner Otto: Guano Apes
3. Bronzener Otto: Die Ärzte

### Hip Hop/Rap
1. Goldener Otto: Puff Daddy
2. Silberner Otto: Sabrina Setlur
3. Bronzener Otto: Thomas D

### Pop Sänger
1. Goldener Otto: Oli P
2. Silberner Otto: Sasha
3. Bronzener Otto: Christian Wunderlich

### Pop Sängerinnen
1. Goldener Otto: Céline Dion
2. Silberner Otto: Blümchen
3. Bronzener Otto: Young Deenay